# Atelier des Chemins de fer économiques de la Gironde
L'atelier des Chemins de fer économiques de la Gironde était l'un des trois ateliers du réseau de la Société générale des chemins de fer économiques du département, il est situé à Saint-Symphorien dans le département français de la Gironde en région Nouvelle-Aquitaine.

## Situation ferroviaire
L'atelier est situé à proximité de l'ancienne gare de Saint-Symphorien sur le tracé de la ligne du Nizan à Luxey (déclassée et déposée).

## Histoire
L'atelier est le témoin d'une activité économique disparue qui, durant presque un siècle, a procuré du travail aux habitants du bourg. Il fut créé à la fin du XIXe siècle, en 1873, du fait de l'ouverture de la chemin de fer d'intérêt local de Nizan à Saint-Symphorien, vouée à l'exploitation forestière. On y fabriquait des pièces et faisait l'entretien et la réparation des wagons.
En 1886 la Compagnie du chemin de fer d'intérêt local de Nizan à Saint Symphorien est rachetée par la Société générale des chemins de fer économiques qui l'intègre au réseau de la Gironde pour devenir, en 1891 l'un des trois ateliers de ce réseau avec ceux de Lacanau et de Blayes. 
En 1895, les travaux d'agrandissement du dépôt et des ateliers sont terminés et l'année suivante, la voie des ateliers est raccordée avec la voie n°4, pour faciliter les manœuvres du matériel roulant envoyé en réparation.
En 1940, l'atelier est agrandi pour augmenter sa capacité.
Le site est fermé en 1978, probablement à cause de la forte baisse de l'activité forestière en Gironde et dans les Landes dans les années 1970-1980, ce qui causa également la fermeture de l'usine de distillation de produits résineux de Saint-Symphorien.

## Patrimoine ferroviaire

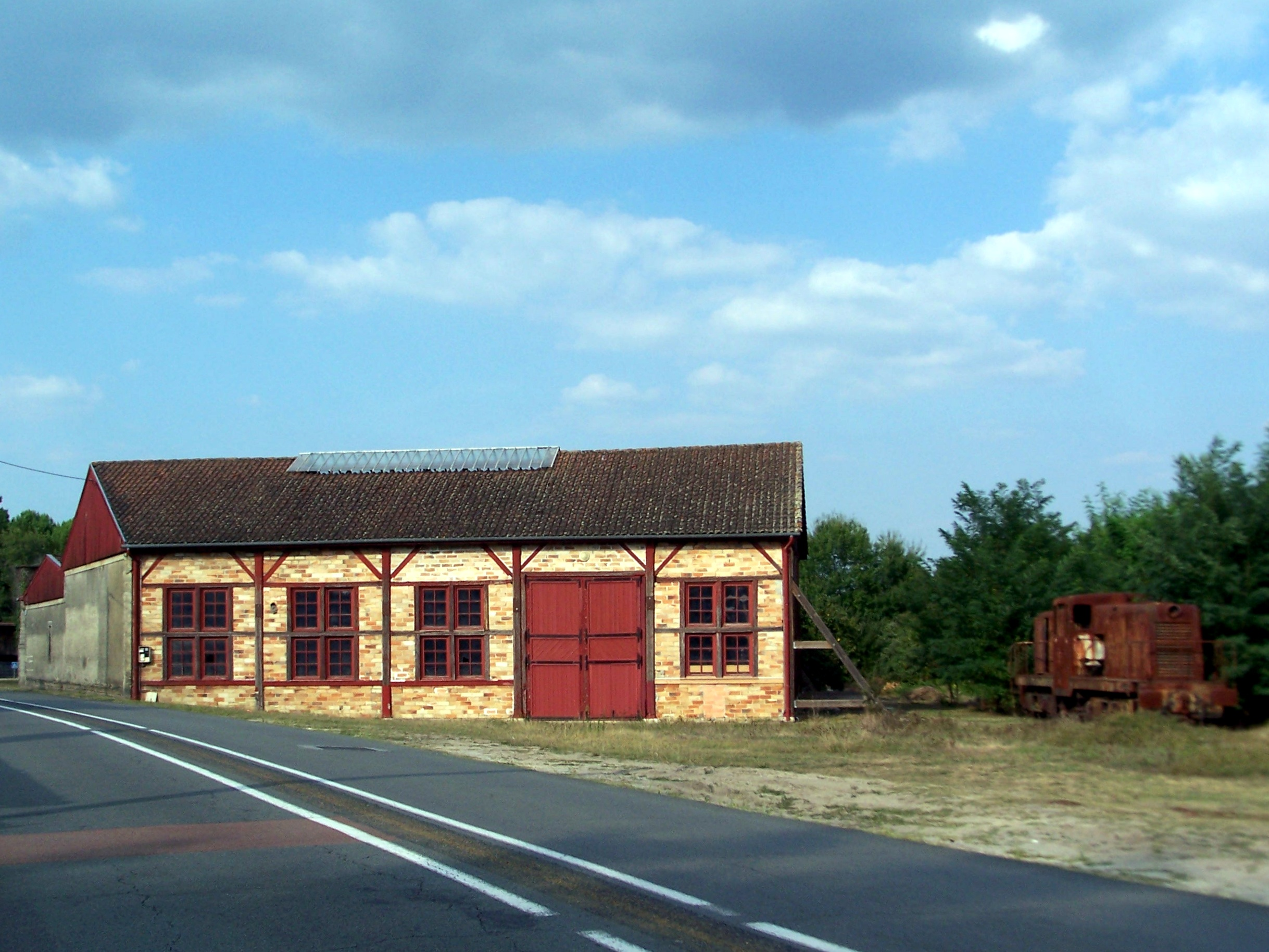
Autre vue de l'atelier.

Le bâtiment est inscrit depuis le 21 novembre 1989 aux monuments historiques.
Des trois ateliers créés pour le réseau de la Gironde, seul celui de Saint-Symphorien subsiste. Il conserve son aménagement intérieur (murs en brique renforcés par une armature en bois, charpente en bois et pour des raisons de sécurité, le sol est constitué de pavés de pin) ainsi que ses machines-outils. Celles-ci permettent de comprendre le fonctionnement :  le wagon était introduit par une voie pénétrant dans l'atelier et on le plaçait au-dessus d'une fosse, ce qui permettait d’accéder facilement aux essieux et roues ou aux autres éléments à réparer. 
Parmi les nombreuses machines qui subsistent, on peut observer : un tour à profiler les essieux, un tour à bancs rompus, des presses hydrauliques, des postes de soudage, des vérins synchronisés pour soulever les wagons et différents petits outils comme les étaux-limeurs, les cisailleurs, les perceuses radiales et les fraiseuses à tête universelle. Par ailleurs, tous les éléments de la transmission par courroie sont en place.